# Mode i Sverige under 1950-talet
Mode i Sverige under 1950-talet präglades av att andra världskriget hade tagit slut. När den strikta tygransoneringen äntligen var slut ville många återta de år de missade, kjolarna blev större, liven mer figurnära och mönster blev alltmer vanliga, inte minst den nästan stereotypa prickiga klänningen. Christian Diors "The New Look" revolutionerade modescenen. Gördeln bars fortsatt som grundläggande underplagg. Männen blev återigen centrum för försörjning och arbete. Männens mode var till stor del praktiskt men nya innovativa idéer skapades och trendiga nya plagg började användas på fritiden. Det samhällsvida idealet om kvinnan som hemmafru syntes för första gången och gruppen tonåringar föddes. Modets fokus började flyttas från unga vuxna till tonåringar när ungdomarna skapade sina egna modetrender under 1950-talet. Det kom nya material som revolutionerade modet.

## Tonårsmode
Efter andra världskriget ökade optimismen inom samhället. Detta färgade av sig på tonåringarna som genom TV och film snabbt tog till sig nya trender. Modeintresset hos tonåringarna ökade och nya trender såsom raggare, dixies, filmstjärnor och knuttar skapades. Svenskar fick det bättre ekonomiskt efter andra världskriget.

### Jeans
Jeans var den framträdande trenden för tonåringar under 1950-talet. Det var de två filmstjärnorna Marlon Brando och James Dean som klädde sig i jeans och på så sätt spred det till ungdomen. I Sverige blev jeansproducenten Algots stora.

### Raggare, dixies och knuttar
Raggare växte även fram från James Dean och Marlon Brando. De började klä sig i skinnjackor från Schott och ungdomen tog efter som ett uppror mot sina föräldrar. Kvinnliga raggare i Sverige bar capribyxor, scarfar och armlösa jumpertröjor. Manliga raggare inspirerades till stor del av skådespelarna. Amerikanska bilar tillsammans med läderboots, ett par jeans och läderjackor var idealet. Dixies växte fram som en typ av unisexmode. Duffelrockar, yllebyxor, tjocktröja och en halsduk var dixieidealet. Ylletröjan var det plagg som gjorde dixiestilen välkänd och eftertraktad. Knuttar var ett tonårsideal under 1950-talet. Knutte är en förkortning för skinnknutte och tog även inspiration från Marlon Brando då han spelade huvudkaraktär i filmen vild ungdom. De skulle anses som farliga på sina motorcyklar och med skinnjackor, t-shirts med upprullade ärmar och jeans.

## Arbetsmode

### Polismode

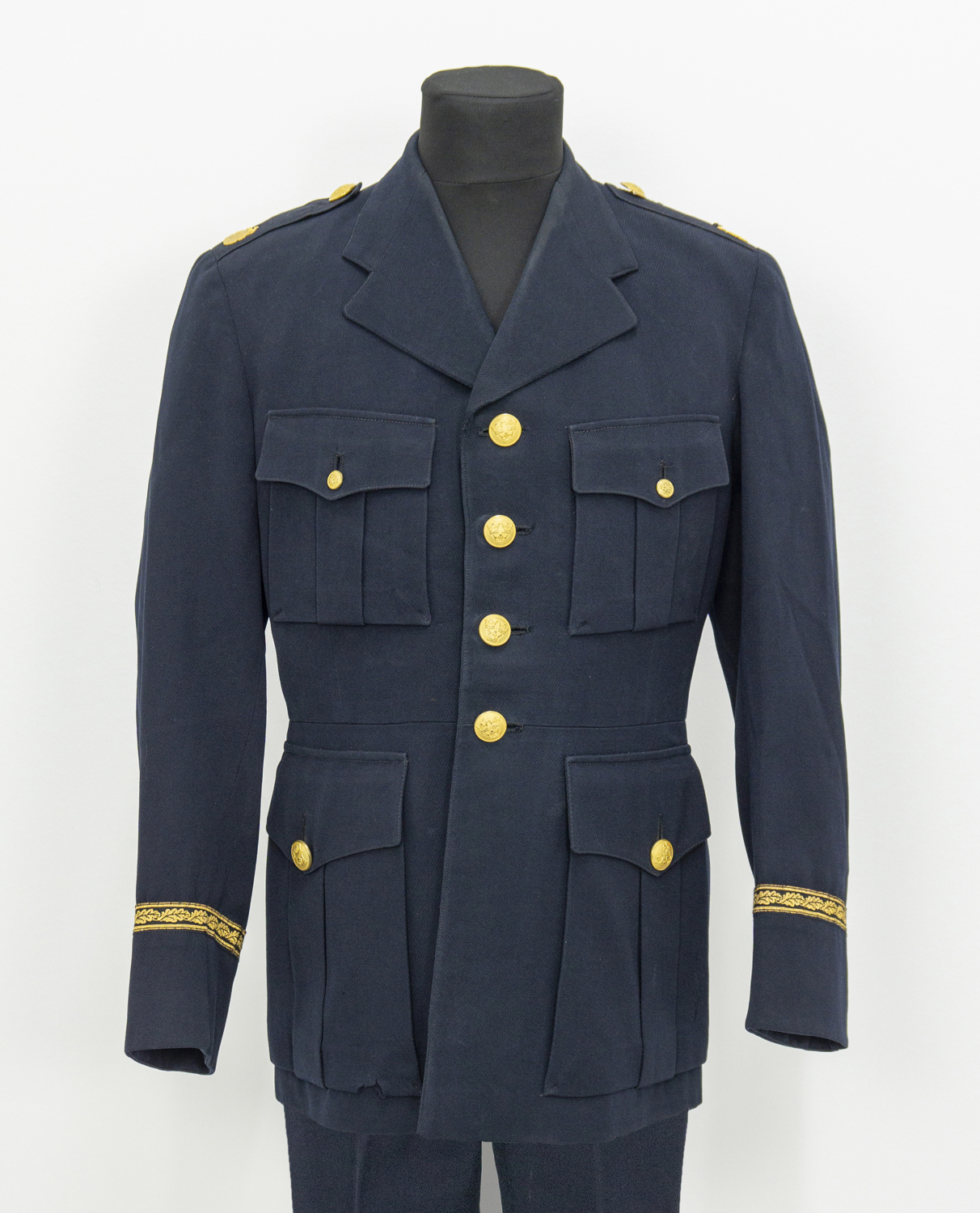
Polisuniform från 1954.

Polismodet ändrades under 1950-talet. En ny uniform kom 1954 där man utgick ifrån den tidigare modellen från 1941. Den nya uniformen 1954 bars likt en kavaj med skjorta och slips. Den tidigare modellen var utformad för att kunna användas under andra världskriget vilket gjorde att man till exempel bar hjälm. Man använde sig nu istället av en skärmmössa alternativt en båtmössa.

### Kostymmode
Kostymmodet i Sverige under 1950-talet påverkades till stor del av Storbritannien. De bidrog till att svenskarna bar kostymer med vadderade axlar och en markerad midja. Slag var vanligt på kostymbyxorna vilket är en extra tygremsa som bidrar till ett bättre fall. Man bar ofta hatt och i de mest konservativa kretsarna var det olämpligt att inte täcka huvudet. Under 1950-talet minskade denna trend vilket gjorde det mer accepterat att inte bära huvudbonad.

### Militärmode
Militärmodet och militäruniformerna under 1950-talet kom i olika designer och färger. En ny permissionsuniform med namn m/1952 fastställdes. Man använde sig av diagonaltyg där rocken var grå och byxorna bruna. Uniformen var konfektionssydd vilket betyder att den var tillverkad i en fabrik. Det tillkom även en viss utrustning som kallas för vit utrustning m/1954. Utrustningen var vit och innehöll damasker, hjälm, handskar och bälte. En ny vinteruniform vid namn m/1958 tillkom då man efter andra världskriget insåg vikten av olika uniformer för vinter och sommarväder. Den var tillverkad av grönt ylle.

## Mannens värld

### Mannen som försörjare
Andra världskriget bidrog till att många män som lytt order i armén nu istället tog order i förvärvslivet. De olika medier som fanns världen runt spred normen att männen skulle försörja familjen och sedan koppla av och ta det lugnt när man var hemma. På arbetet bar man mörka kläder såsom kavajer, dessa  blev under 1950-talet allt längre och striktare. När man kom hem från jobbet bytte man om till en ledigare och färggladare stil. Kriget påverkade även genom att det skapade en revolution av utbud av kläder. Effektiviteten hade höjts och man hade standardiserat tygkvalitet och storlekar. Detta ledde till att man i flera olika affärer kunde införskaffa massproducerade herrskjortor. Detta påverkade även de skräddarsydda och specialbeställda plaggen då efterfrågan för dessa sjönk. Efterfrågan på västar sjönk och istället ökade efterfrågan på herrcardigans vars popularitet kom från filmindustrin. Dessa började även mer och mer accepteras på arbetsplatser. Även hattar som hade varit populära tidigare minskade i användning, trots att de fortfarande i stor utsträckning användes i reklam och filmer. När det gäller håret var de flesta männen klippta i en kort frisyr med sidbena. Fritidskläderna var i början av 1950-talet till stor del inspirerade av militärmodet. Detta ändrades under decenniet till en mer livlig stil med mer färg och bekvämlighet.

### Mannen i den grå kostymen

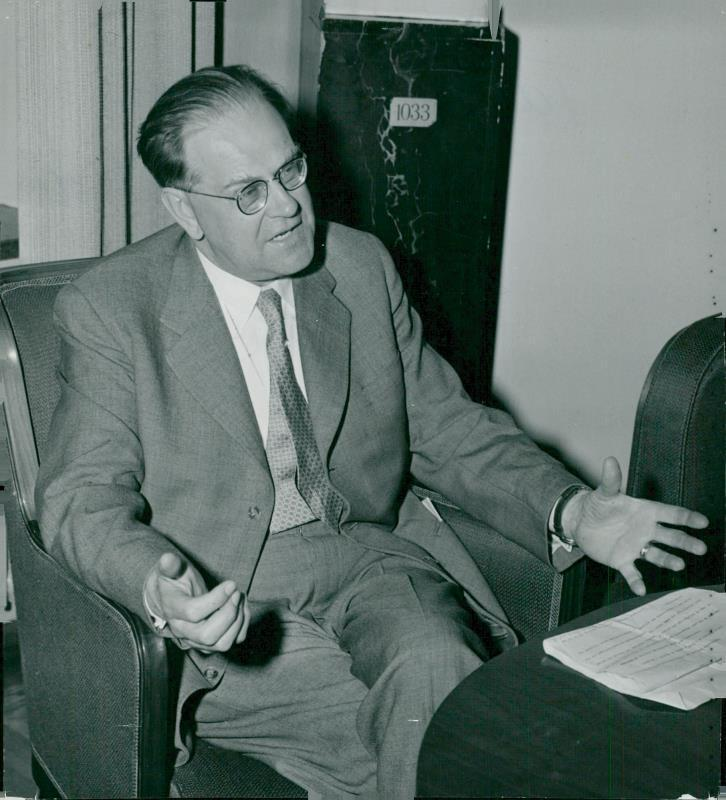
Tage Erlander i en grå kostym 1952.

1950-talets man var väldigt eftertraktad på arbetsmarknaden. Krigets slut och uppbyggnaden av Europa gav arbetsmöjligheter. Mannen behövde inte vara modeinriktad då det ansågs vara till för kvinnorna. Som familjeförsörjare speglade hans klädsel bilden av en man mitt i karriären. Man bar vit krage och slips, man var diskret, mogen och anonym. Han var den så kallade mannen i den grå kostymen. Dessa grå män tog sig till jobbet på vardagsmorgnarna tillsammans med sina arbetskamrater i en liknande kostym som oftast var enkelknäppt och bars med en vit skjorta, sidenslips och en portfölj. Flera filmer på 1950-talet bygger på denna man som tema. Den gråa flannellkostymen hade längre varit en klassiker bland studenter på de så kallade Ivy Leagueskolorna i USA. 1950-talets version innebar en grå enkelknäppt kavaj med två eller tre knappar. Kavajen var lång och rak i snittet för att den skulle dölja mannens profil. I Storbritannien användes en kavaj som var kortare och mer figurnära och detta påverkade de svenska männen. Ännu en influens från Ivy leaguestilen var den nya och populära loafern, en bekväm sko som kunde användas utan strumpor.Under 1950-talet blev även kavajkostymer mer accepterade utanför arbetslivet. De skulle då ha tydliga pressveck, kavajen skulle falla snyggt och manschetterna skulle synas under kavajärmen.

## Nya material

### Sport och badkläder
Nya tyger i konstmaterial medförde en ny spännande utveckling för sportplaggen. Mode och funktion hade en delad vikt i designen av dessa plagg. De amerikanska och italienska plaggen var framträdande och skapade lätta men varma seglardräkter. De kunde även skapa skiddräkter från den designen man använde i krigstiden flygarjackor och dessa var nu möjliga att skapa i det nya materialet nylon. Tack vare blixtlåset slapp man glipor i plaggen. Stretchmaterial började även användas till skidbyxor som hade en fothälla för att ge benen en rak linje. Blixtlåset flyttades till sidan för att det ansåg som provocerande med en gylf. Badkläderna drog även nytta och använde sig av de nya konstmaterialen. Stretchtyger användes till baddräkter med eller utan axelband. Dessa hade formpressade eller stoppade kupor för att få den rätta formen. Till baddräkterna bars även en badmössa. Den mer vågade typen av badkläder bikinin introducerades 1946 av Louis Reard. Den var på väg att slå igenom och gjorde det speciellt sedan den engelska filmstjärnan Diana Dors visat upp sig i sin klänning gjord av mink på filmfestivalen i Cannes. Denna revolution av nya material ledde till att det lyste av färger överallt, både i skidbacken som på stranden.

### Konstfibermaterial
Införandet av konstfibermaterial för herrar blev ett startskott för amerikanska experiment med färger och struktur. Åren 1951 och 1952 var det väldigt populärt med slubs. Detta var tyger med till synes slumpmässiga färgfläckar. Åren 1955 och 1956 var ett syntetiskt tyg likt silke väldigt populärt, då det var mycket luftigare och inte lika varmt under sommarmånaderna. Man kunde även tvätta och dropptorka dessa tyger under natten.

### Nylon, rayon och terylen
Nylon var en textil som framkom på 1930-talet och lanserades av företaget DuPont. Det användes från början till damstrumpor och underkläder. Detta ändrades under andra världskriget då man använde det för fallskärmar, däck och rep. Under 1950-talet ökade efterfrågan enormt på strumpor i nylon. De var enkla att tvätta och krympfria samtidigt som de var väldigt slitstarka. Av nylon kunde man producera alla typer av plagg och detta skapade en så kallad nylonrevolution. Rayon eller viskos var ett billigt syntettyg som hade en lång historia. Det hade blivit populärt då det liknade det exklusiva materialet silke och gick därför under namnet konstsilke. I verkligheten var det framställt av bomullsfiber, trämassa, ättiksyra och kaustiksoda. Terylen var en polyesterfiber som kom som en biprodukt från den petrokemiska industrin. Detta skapade stora rubriker. Materialet hade utvecklats i Storbritannien under andra världskriget och tagits upp av det amerikanska företag DuPont. På samma sätt som nylon var tyget väldigt lättskött då det var enkelt att tvätta och inte krympte i tvätten. Det var även skrynkelfritt vilket sparade mycket tid för dem som var tvungna att stryka sina kläder varje dag. Materialet var även mycket lättare än andra liknande material. Detta gjorde att en herrkostym som tidigare vägde 575 gram kunde minskas i vikt till 350 gram.

## Kvinnans värld

### Kvinnan i hemmet
Under 1950-talet var normen att kvinnans plats var i hemmet. Dampressen meddelade att kvinnlighet börjar i hemmet. Den bästa karriären för en kvinna var att gifta sig och skapa en familj. Detta gjorde det svårt för många kvinnor att anpassa sig efter att ha jobbat i militären under andra världskriget och haft kontroll över sina egentjänade pengar. Detta påverkade kvinnor då ett ökat bruk av antidepressiva mediciner talades om som hemmafrusyndromet. Genom hela årtiondet uppvisade dammodet en idealiserad bild av hemmafrun. Medierna och modehusen använde sig av adjektiv som feminin, mjuk och charmerande för att beskriva olika kläder. Men i verkligheten var de kläder som modehusen lanserade inte så mjuka, då modellerna var långa och smala med korsetter och poserade i balettposer. Väldigt få modefotografier visade kvinnor i arbetet och inte heller i hemmet. Timglasfiguren var ett ideal vare sig kläderna kom från modehusen i Paris eller lågprisvaruhusen. I sällskapslivet var de ickemoderna bestämda reglerna fortfarande härskande. När en vuxen kvinna gick på teater eller hade gäster klädde hon sig i cocktailklänning eller aftonklänning. Man eftersträvade en romantiserad bild av kvinnan och detta gällde både de yngre och de äldre.

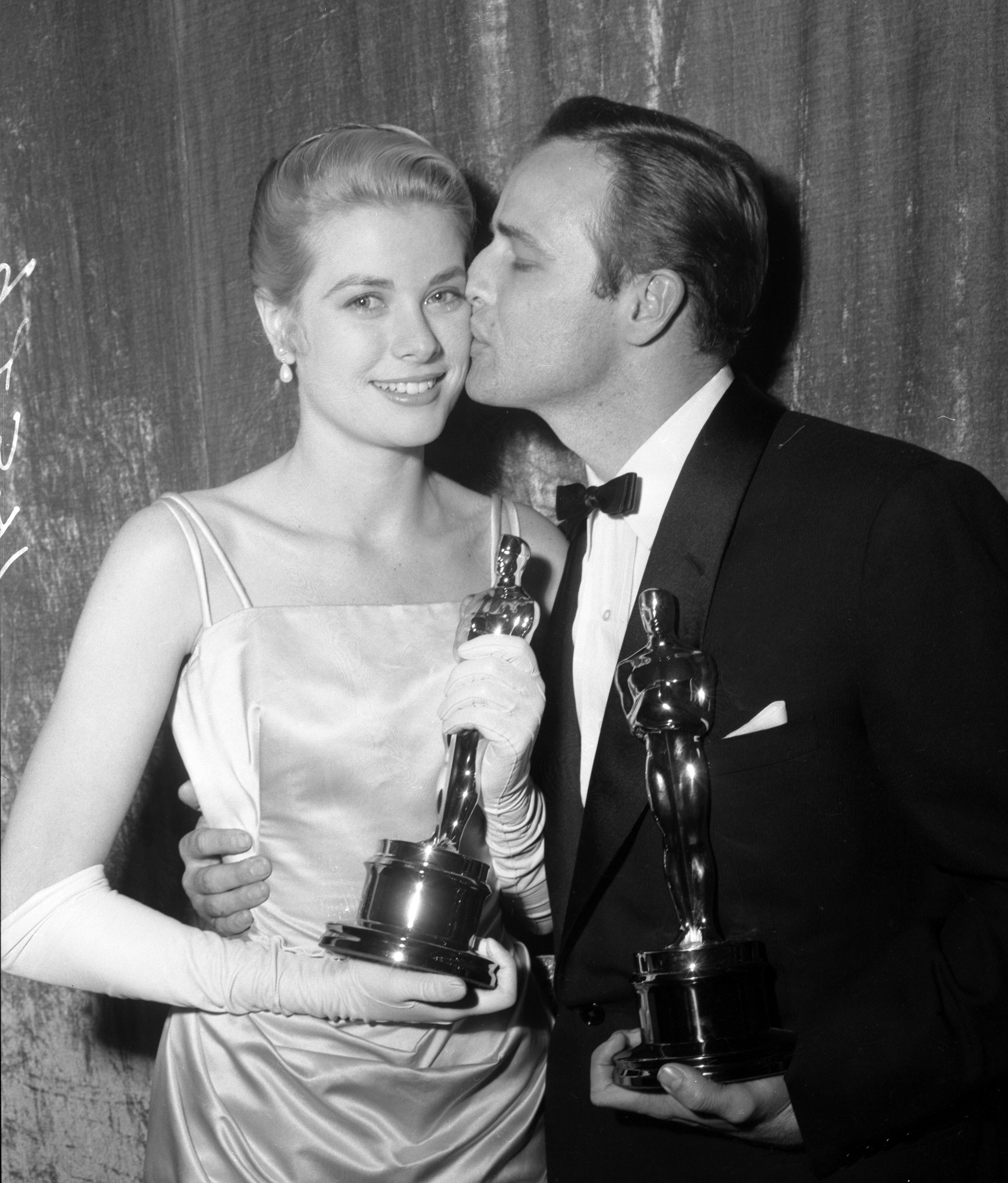
Grace Kelly och Marlon Brando 1955.

### Kvinnor i förvärvslivet
Det fanns så klart även kvinnor i förvärvslivet. En ikon för dessa var Grace Kelly. Hon bar snyggt sittande promenaddräkter som liknade en flygvärdinneuniform. Till detta bar hon högklackade skor. Allt som hörde till denna femtiotalsdräkt utstrålade en skörhet. Det var sluttande smala axlar, snittet som underströk bystens och höftens former, klackar som framhävde benen och den nätta hatten med flor och fjädrar. Detta medföljde även handskar och en liten handväska.
År 1950 fanns det uppemot 200 000 kvinnor i förvärvslivet. De flesta arbetade i tillverkningsindustrin eller på kontor. Det fanns även många kvinnor som jobbade på sjukhus, skolor eller med äldrevård. Under 1950-talet blev det ett genombrott då det i slutet av årtiondet var ca 30 % av kvinnorna som var avlönade.

### Timglasfiguren

Modereklam ifrån 1951 där timglasidealet syns tydligt.

Ett budskap som framfördes till kvinnorna under 1950-talet var att det hängde på figuren om man skulle fånga och behålla en man, eftersom kvinnans framtid bestod av äktenskap och barnfödande. Fram till slutet av decenniet var timglasidealet väldigt aktivt. Kläderna satt så snävt att de såg ut som en andra hud. För att få denna figur var kvinnorna tvungna att pressa in kroppen i hårda och stela korsetter. Födelseorten för dessa korsetter blev i USA. De blev så trendiga att nya och revolutionerande korsetter kunde skapa köer till butikerna. De hårda konstruktionerna fick romantiserande namn såsom Romans eller Rosa champagne. Med blixtlåset blev även korsetten enklare att ta på. Bysthållarna blev även bättre och förstärktes på ett liknande sätt och speciellt de som skulle användas till sommarklänningar och aftonklänningar med bar rygg eller bara axlar. I reklam använde man sig av arkitektoniska termer för att beskriva bysthållarens upplyftande förmåga och konstruktion. Stilettklackar bars och drog uppmärksamheten till vristerna, vaderna och även höfternas rörelse. Den stålförstärkta syntetklacken uppfanns av det franska modehuset Jourdan men den italienska modedesignern Salvatore Ferragamo har ofta fått äran för detta. 1958 hade klacken blivit ännu högre och tån mycket spetsigare än tidigare. Detta ledde till att allt fler kvinnor fick problem med fötterna och med hållningen.

## Kafélivet
Det fanns personer som inte ville identifiera sig som varken hemmafrun eller mannen i den gråa kostymen. Man talade om att andra världskriget skulle bli det sista och man ville aldrig mer kriga. Kalla kriget och andra väpnade konflikter gjorde så att dessa tankar minskade. De spända relationerna mellan väst och öst förvärrades. De unga kunde vidga sina perspektiv delvis till följd av ungdomsreformer. Detta ledde till att beat-rörelsen föddes. Beatniks, som de kallade sig, frågade sig vad meningen med livet var. Man avstod från de tankar som föddes i och med kalla kriget och man visade även detta när man gick på kafé och klädde sig på ett speciellt sätt. Den välpressade grå kostymen var ute och man klädde sig istället i en svart polo, ostruken skjorta och byxor utan pressveck. Den kvinnliga beatniken klädde sig lika avspänt som mannen i svarta kläder. Oftast var det en svart tröja och en svart kjol. Ibland kunde beatnikkvinnorna bära manchesterbyxor men de använde alltid platta ballerinaskor. Träffpunkten för beatniks och deras anhängare var kaféet. Här kunde man lyssna på poesiuppläsningar eller musik från jukeboxen. Men först och främst var det här man kunde hänga över en cappuccino eller en espresso.

## Lyxmode
Lyxmode under 1950-talet i Sverige tog fart genom de franska designerna. Det var modehusen Givenchy, Dior och Chanel som gjorde särskilt avtryck på tidsperioden. Det var limiterade upplagor och det var inte alla som fick tag i plaggen.

### Givenchy, Dior och Lanvin
Givenchy är ett modehus som kom till under 1950-talet. Skaparen Hubert de Givenchy var en fransk aristokrat som tog inspiration av den spanske modeikonen Cristóbal Balenciaga för att skapa sitt eget märke. Modehuset ansågs som ett av det största lyxmodehusen under 1950- och 1960-talet. Han skapade tillsammans med Balenciaga en ny klänning som satt löst och inte skulle bäras med bälte.
Christian Dior är ett fransk modehus som med sin lansering av "The New Look" gjorde en stor påverkan på lyxmodet under 1950-talet. Lanseringen skedde 1947 men påverkade modescenen ända fram till 1960-talet. Dior ville ta tillbaka stil som var relevant på 1920-talet innan den stora depressionen och andra världskriget. Korsetter och tajta klänningar var en stor del av kollektionen för kvinnor i alla åldrar som hade råd att bära Diors plagg. De som inte var för plaggen var de feminister som ansåg att man tog bort frihet som kvinnor hade fått under 1930- och 1940-talet.

### Chanel
1954 kom modehuset Chanel ut med den så kallade Chaneldräkten. Detta var revolutionerande då dräkten var åt det pösigare hållet. Den klassiska Chaneldräkten utgörs av en tweed-kavaj och en kjol. Man designade dräkten ur en manlig inspiration med mjuka material för att anpassa sig till en nyare och mer aktiv livsstil.
1955 utgavs den första av de ikoniska quiltade Chanelväskorna. Det revolutionerande var axelremmen som gjorde det enklare för överklasskvinnorna att bära väskan än tidigare då man bar en clutch. Modellnumret är 2.55 vilket refererar till att väskan lanserades under den andra månaden 1955. 1957 lanserades den klassiska tvåfärgade skon av Chanel. Den var beige i mitten och svart på spetsen vilket gjorde att benen såg längre ut samtidigt som tårna såg mindre ut. Det fanns ett elastisk spänne på skon som bidrog till ytterligare komfort.

## Modeikoner under 1950-talet

### Marilyn Monroe

Marilyn Monroe 1952.

Marilyn Monroe var en amerikansk filmstjärna och sexsymbol. Hon föddes 1926 i Los Angeles och dog 1962 i en överdos. Hon började jobba för Columbia 1948 efter sitt genombrott i filmvärlden. Hon blev extra känd efter att en katalog med hennes nakenbilder hade publicerats 1952 och blev det så kallade "talk of Hollywood". Hennes privatliv var väldigt känt då hon under sina 36 år var i tre äktenskap som alla tog slut. Marilyn blev en modeikon delvis genom sitt utseende, hon ansågs vara en av tidernas vackraste. Hennes utseende var inte det enda som gjorde henne till en modeikon då hon även ansågs ha en snygg stil. Den vita klänningen hon använde i filmen "The seven year itch" har blivit hennes mest ikoniska dress. Hennes stil har även uppmärksammats för hennes blåa jeans. Det blev ett uttryck för ungdomlighet och en sexsymbol. Hon gjorde även den vita t-shirten populär, då den var chic och tidlös. Jeansjackan var också ett plagg som med hjälp av Monroe blev populär och blev ett klassiskt plagg. Midjehöga shorts var även populära tack vare Monroe.

### Brigitte Bardot
Brigitte Bardot föddes 1934 i Paris. Hon ställde upp i sin första modellcasting 1949 och blev hittad för en film. Filmen blev aldrig av men det gav henne uppmärksamhet inom filmbranschen vilket ledde till hennes genombrott 1956. Hon var länge en modeikon som påverkade en hel generation under 1950-talet. Hon bosatte sig i Saint-Tropez och blev en sexikon för män.